# Македонски войни
Македонските войни са серия войни между Древен Рим и Древна Македония по време и след Втората пуническа война.
В резултат от победите си в Пуническите и Македонските войни Рим получава хегемония над целия Средиземноморски район.
Списък на войните:
- Първа македонска война (от 215 до 205 г. пр. Хр.)
- Втора македонска война (от 200 до 196 г. пр. Хр.)
- Трета македонска война (от 172 до 168 г. пр. Хр.)
- Четвърта македонска война (от 150 до 148 г. пр. Хр.)